# Cristian Sîrghi
Cristian Sîrghi (sinh ngày 23 tháng 11 năm 1986 ở Galați) là một cầu thủ bóng đá người România thi đấu ở vị trí hậu vệ cho Gaz Metan Mediaș.

## Danh hiệu
Oțelul Galați
- Liga I: 2010–11
- Siêu cúp bóng đá România: 2011